# Lab-e Darya-ye Lasku Kalayeh
Lab-e Darya-ye Lasku Kalayeh (em persa: لب دريالسكوكلايه, também romanizada como Lab-e Daryā-ye Laskū Kalayeh; também conhecida como Laskooh, Laskū Kalāyeh, Laskū Kalāyeh-ye Lab-e Daryā, Leskū Kalāyeh, Lesku Kelāyeh e Leskū Kelāyeh-e Lab-e Daryā) é uma aldeia do distrito rural de Kiashahr, situada no condado de Astaneh-ye Ashrafiyeh, na província de Gilan, no Irã. Segundo o censo de 2006, sua população era de 791, em 247 famílias.